# Filippo Agresti
Filippo Agresti (Napoli, 24 marzo 1797 – Napoli, 7 luglio 1865) è stato un patriota italiano.

## Biografia
Ufficiale dell'esercito borbonico, aderì alla carboneria e partecipò ai moti del 1820-1. Esule dal 1831 al 1848 per aver preso parte alla congiura "del monaco", riparò dapprima in Francia, poi nel 1831 in Algeria arruolato nella Legione straniera francese, in Inghilterra e a Malta. Tornato a Napoli, divenne presidente del comitato centrale dell'associazione Grande Società dell'Unità italiana e per questo arrestato nel marzo 1849; nel 1851 venne condannato a morte, pena poi commutata in ergastolo. Imbarcato per la deportazione in America del Sud, nel gennaio del 1859 riuscì a dirottare la nave e a sbarcare in Irlanda; rientrato in patria nel 1860, fece parte del Comitato d'azione e fu membro del Governo provvisorio sciolto da Giuseppe Garibaldi al suo arrivo.